# Захаровка (Иркутская область)
Захаровка — деревня в Чунском районе Иркутской области России. Входит в состав Таргизского муниципального образования. Находится примерно в 15 км к востоку от районного центра.

## Население
| 2002 | 2010 | 2011 | 2012 |
| ---- | ---- | ---- | ---- |
| 37   | ↘25  | →25  | ↗27  |

По данным Всероссийской переписи, в 2010 году в деревне проживало 25 человек (15 мужчин и 10 женщин).